# BBC National Orchestra of Wales
BBC National Orchestra of Wales (velšsky Cerddorfa Genedlaethol Gymreig y BBC) je velšský symfonický orchestr, jeden z pěti profesionálních orchestrů společnosti BBC. Předchůdcem orchestru byl Cardiff Station Orchestra založený v roce 1928. Ten byl však kvůli finančním problémům rozpuštěn již o tři roky později. Roku 1935 byl založen dvacetičlenný orchestr BBC Welsh Orchestra, který byl rozpuštěn v roce 1939. Po druhé světové válce byl orchestr obnoven, později prošel několika názvy a postupně rostl počet jeho členů. Mezi hlavní dirigenti patřili například Thomas Søndergård, Richard Hickox, Tadaaki Otaka, Bryden Thomson, Rae Jenkins a Mansel Thomas.